# Башино Село
Башино Село (мкд. Башино Село) је насеље у Северној Македонији, у средишњем делу државе. Башино Село је насеље у оквиру општине Велес.

## Географија
Башино Село је смештено у средишњем делу Северне Македоније. Од најближег града, Велеса, село је удаљено 5 km северно.
Село Башино Село се налази у историјској области Повардарје. Село је на левој обали Вардара, на приближно 180 метара надморске висине.
Месна клима је измењена континентална са значајним утицајем Егејског мора (жарка лета).

## Историја
Башино Село има богат историјски развитак. Добар део његовог становништва се иселио у Куманово, по спајању железницом 1888. године. Улице су широке и чисте, а у средишту места је празан простор где се одржава пијаца. Тргује се са грожђем, вином, вуненим фанелима и другом робом. У пијачном простору је постављена чесма 1834. године, а "трг" окружују са стране 12 дућана. Ту је 1899. године било преко 200 кућа, од којих је половина двоспратна. Куће су обавезно са подрумом где се чувају главни привредни производи - вино и ракија. Готово свако држи макар и најмањи засад винограда. Највећи винари су тада били Сазда Димовић, Сазда Радуловић и Манча Чучкаровић. Мештани су познате и као механџије и кириџије, свуда их има по варошима. У селу се много, "са великом вољом" гаји и "афијон" (опијум).
На источној страни насеља налази се православна црква посвећена Св. Николи из 1829. године. Ту је пре било "црквиште" где се народ окупљао и молио Богу. Свештеник је почетком 20. века поп Никола Вишњић. Сабор се одржава о црквеној слави Летњем Св. Николи у мају, а о Св. Јовану је сеоска слава, када долазе гости из изокола и Велеса. Свака кућа слави своју крсну славу, која траје три дана (трећи дан су "патарице", а некад буду и "мале патарице" тј. четврти дан), а најчешће су то Ђурђевдан, Никољдан и Аранђеловдан.
Почетак школска у Башином Селу води у 1824-1825. годину. Мештани су направили на северној страни места нарочиту зграду за школу 1833. године. Та српска школа је некако опстала до 1885. године, поред свих искушења. Њу су за време прекида рада преотели бугарски егзархисти. Срби су морали подићи нову школу, па је она крајем 19. века смештена у две најлепше зграде у селу.
Напокон 12. јула 1899. године царском дозволом почиње њен легални период постојања. Званично је почела рад октобра те године. Најзаслужнији је, међу многим појединцима убијени Петар Ташевић, који није дочекао да види тај дан. Листу учитеља започиње поп Јане Хаџи Димовић, који напусти "даскалук" после две године рада 1835. године. Непуну годину после тога радио је неки Кратовац. Уследило је 7-8 година када предаје мештанин Игњат Џимревић, а за њим непуну годину неки Џинот. Следеће три године ради мештанин Давче Пешевић. За њим учи децу седам година мештанин Константин Вишњић. И тако редом још двадесетак учитеља се ту бавило са разних страна. Посебан је био Петко Златановић учитељ из Србије, који је чак три пута, са прекидима ту долазио-одлазио на службу. У његово време 1874. године оправљана је стара школа. Изнад њених врата била је дрвена даска на којој је учитељ Петко ножем урезао натпис "Башино селско училиште". Учитељи у тој школи били су 1896. године Трајко Ковачевић и Давид Димитријевић. Школске 1899-1900. године школом је управљао мутавелија Алекса Хаџи Димовић, а колектив су чинили: Јован и Даринка Ћирковић (супружници, из Пљеваља) и Захарије Ћорић из Гњилана.
У месту је између 1868-1874. године радила српска основна школа. Када је 1899. године прослављан Савиндан, поп Никола је био домаћин славе, а светосавску беседу је изговорио учитељ Андрија Вишњић. Ту је и наредне 1900. године прослављена школска слава Св. Сава. Водоосвећење је обавио поп Никола Вишњић, а кум славе био мештанин Алекса Хаџи Димовић. Један од учитеља тада је Захарије Ђорић Милошевић. Светосавска прослава је приређена и 1906. године, служио је поп Никола Вишнић, а домаћин школске славе био газда Алексо Хаџи Бошковић.
По статистици секретара Бугарске егзархије из 1905. године, у селу је живело 1.200 православних Словена., а у селу су постојале бугарска и српска школа.

## Становништво
Башино Село је према последњем попису из 2002. године имало 814 становника.
Већинско становништво у насељу су етнички Македонци (99%), а остатак су махом Срби.
Претежна вероисповест месног становништва је православље.

## Личности
- Константин Петковић
- Лазар Петровић
- Темељко Барјактаревић